# 聖味增爵聖亞納大削堂

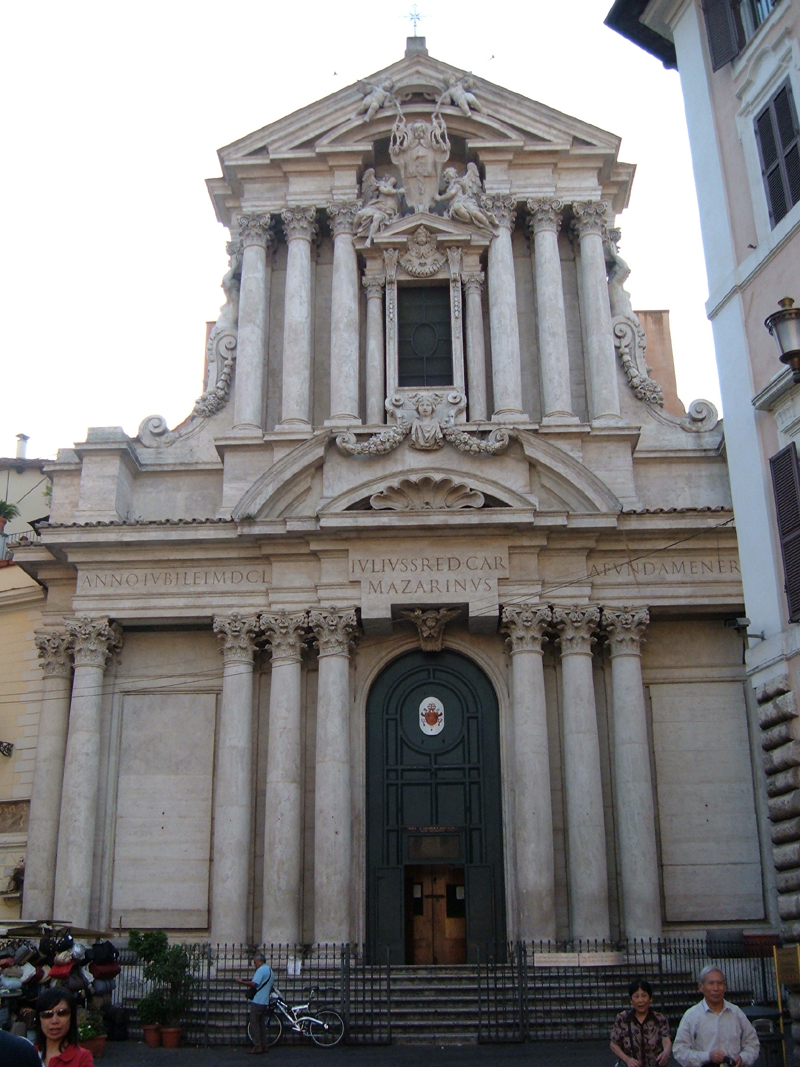
聖味增爵聖亞納大教堂

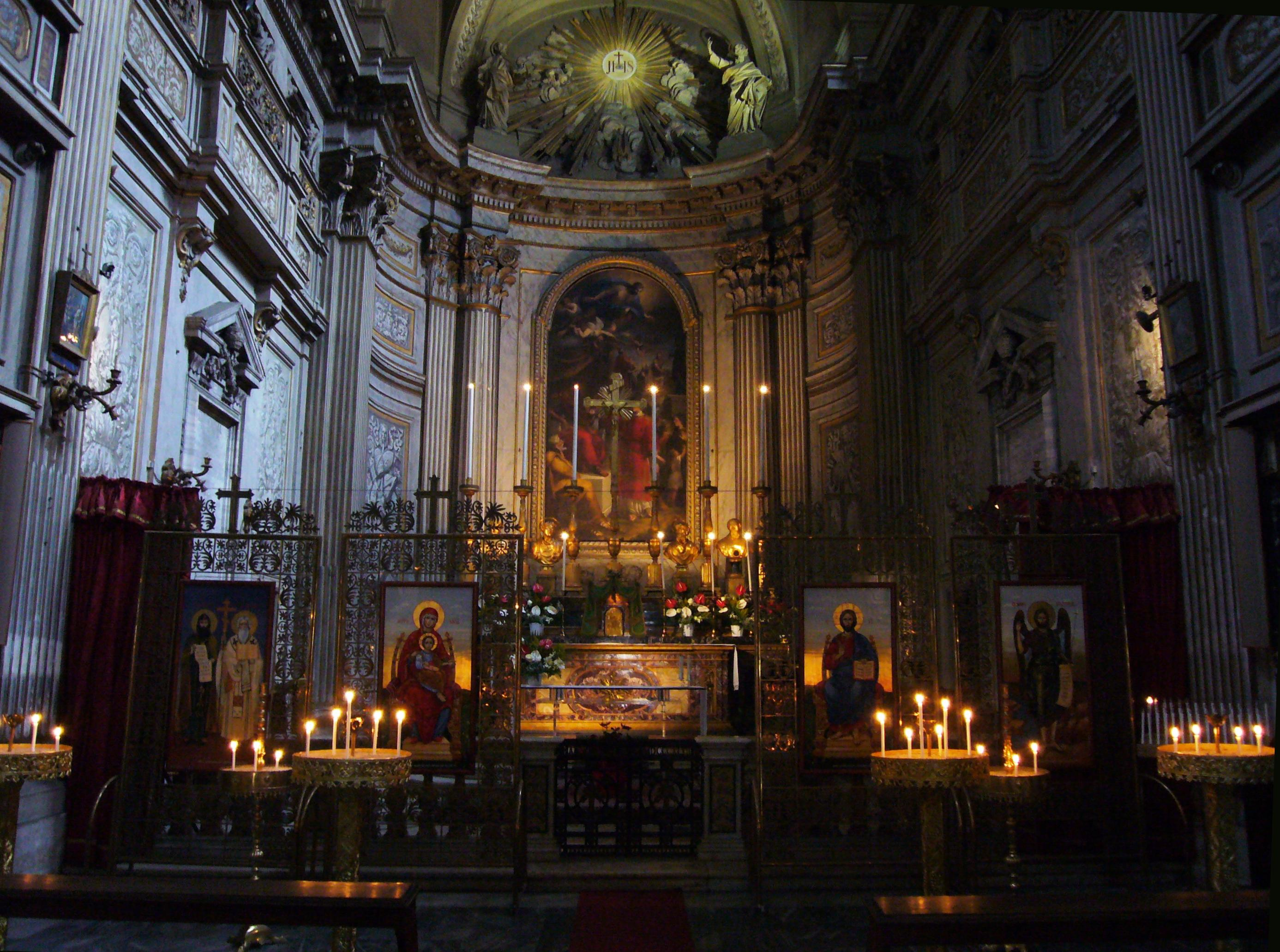
内部

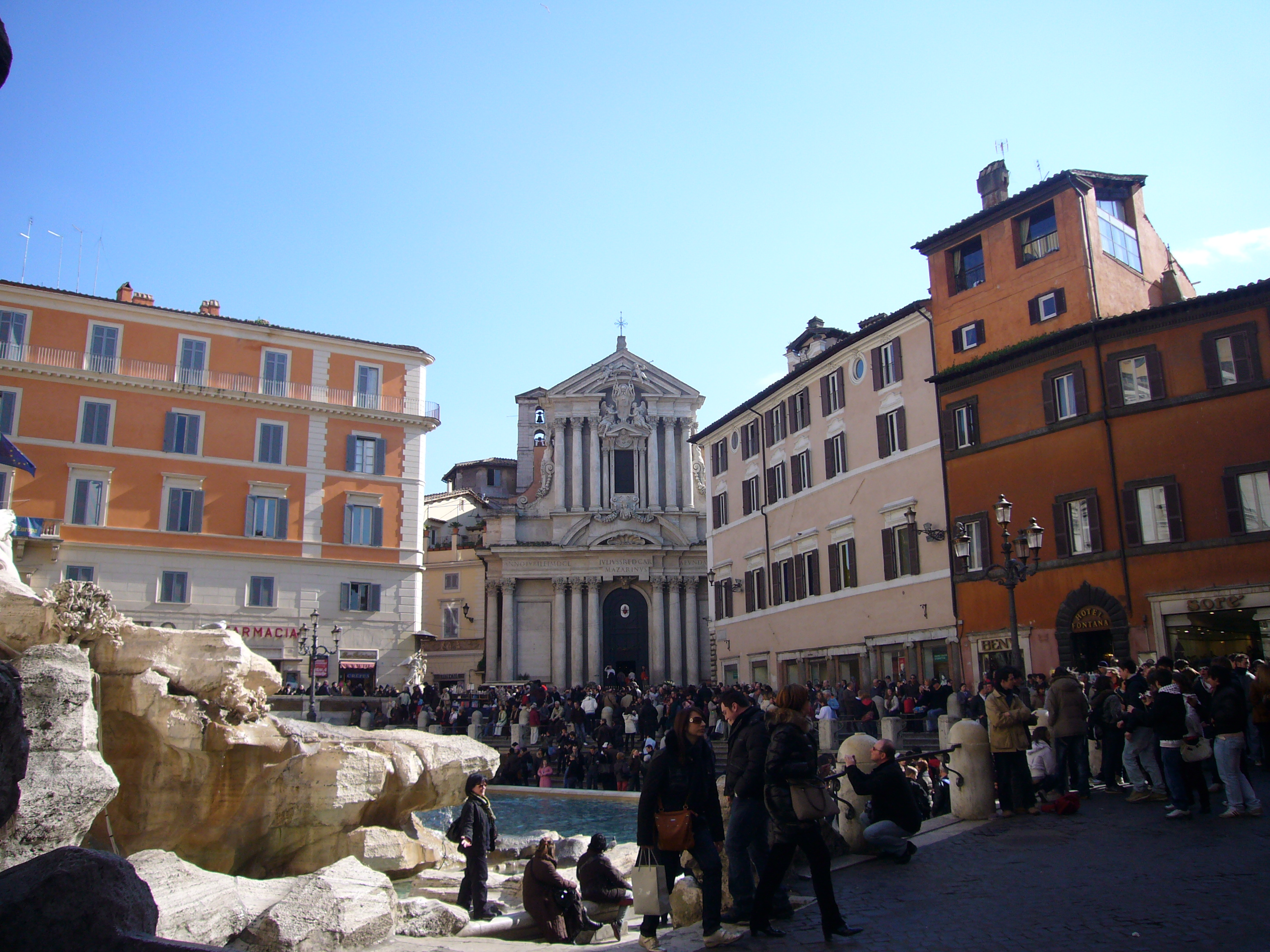
从特莱维喷泉看圣温切佐及阿纳斯塔西奥堂

聖味增爵聖亞納大教堂（義大利語：Chiesa dei Santi Vincenzo e Anastasio a Trevi）是意大利首都罗马的一座巴洛克聖堂，靠近特莱维喷泉和奎里纳尔宫，由儒勒·马扎然枢机建于1646年到1650年，由建筑师小馬提諾·隆基设计，立面的中心是马扎然枢机的牧徽，和两个裸露胸部的女子雕像。有传言说，马萨林的侄女玛丽·曼奇尼，路易十四的情妇，也出现在聖堂的立面上。
从西斯都五世到良十三世共25位教宗经防腐处理的心脏保存于此。